# Modena FC 2018

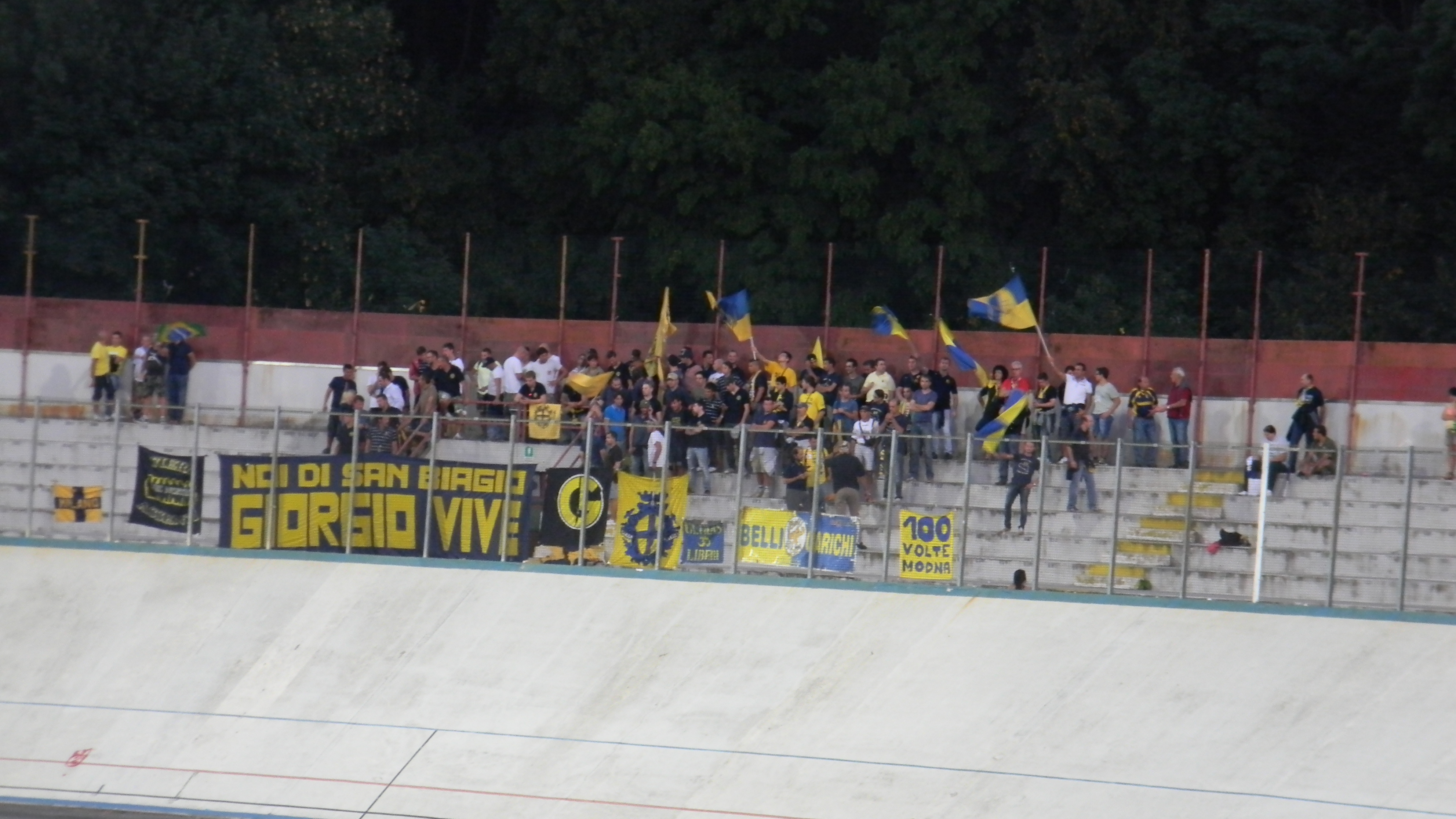
Fans van Modena FC

Modena FC 2018 is een Italiaanse voetbalclub uit Modena in Emilia-Romagna.
De club speelde 14 seizoenen in de hoogste klasse. In 2004 degradeerde de club na een 2-jarig verblijf uit de Serie A, daarvoor was het van 1964 geleden dat de club in de hoogste klasse voetbalde. Een terugkeer naar de Serie A was dichtbij, in 2005/06 eindigde de club vijfde waardoor promotie net gemist werd. Na twaalf seizoenen in de Serie B degradeerde Modena in 2016 naar de Lega Pro B. Op 5 november 2017 werd de met financiële problemen geplaagde club uit de competitie genomen nadat het voor een vierde keer verstek liet gaan bij een wedstrijd. Een dag later werd de club officieel failliet verklaard. Op 11 juni 2018 werd de club heropgericht onder de naam Modena Football Club 2018 Società Sportiva Dilettantistica en startte in de Serie D. De club promoveerde in het seizoen 2018/19 meteen weer naar de Serie C.

## Records Serie A
- Grootste overwinning: 6-0 tegen Livorno (1929/30)
- Grootste nederlaag: 9-1 tegen Lazio (1931/32)

## Eindklasseringen
| Seizoen | Competitie        | Niveau | Eindstand | Coppa Italia | Opmerking                                                                                              |
| ------- | ----------------- | ------ | --------- | ------------ | --- |
| 2000/01 | Serie C1 Girone A | III    | 1         | --           | |
| 2001/02 | Serie B           | II     | 2         | 2e ronde     | |
| 2002/03 | Serie A           | I      | 12        | 2e ronde     | |
| 2003/04 | Serie A           | I      | 16        | 8e finale    | |
| 2004/05 | Serie B           | II     | 7         | 2e groep 3   | |
| 2005/06 | Serie B           | II     | 5         | 1e ronde     | Ligatopscorer Cristian Bucchi: 29                                                                      |
| 2006/07 | Serie B           | II     | 16        | 3e ronde     | |
| 2007/08 | Serie B           | II     | 16        | 1e ronde     | |
| 2008/09 | Serie B           | II     | 15        | 3e ronde     | |
| 2009/10 | Serie B           | II     | 12        | 2e ronde     | |
| 2010/11 | Serie B           | II     | 10        | 3e ronde     | |
| 2011/12 | Serie B           | II     | 12        | 4e ronde     | |
| 2012/13 | Serie B           | II     | 8         | 3e ronde     | |
| 2013/14 | Serie B           | II     | 5         | 2e ronde     | halve finale promotie-serie                                                                            |
| 2014/15 | Serie B           | II     | 17        | 4e ronde     | winnaar play out > Virtus Entella o.b.v. uitgescoorde goals; Ligatopscorer ex aequo Pablo Granoche: 19 |
| 2015/16 | Serie B           | II     | 21        | 3e ronde     | |
| 2016/17 | Lega Pro          | III    | 14        | 2e ronde     | |
| 2017/18 | Serie C Girone B  | III    | Diskw.    | --           | Vanwege de 4e keer niet opkomen uit de competitie gehaald; Failliet                                    |
| 2018/19 | Serie D Girone B  | IV     | 2         | --           | heroprichting als Modena FC 2018                                                                       |
| 2019/20 | Serie C Girone B  | III    | 9         | --           | |
| 2020/21 | Serie C Girone B  | III    | 4         | --           | 3e ronde promotie-serie                                                                                |
| 2021/22 | Serie C Girone B  | III    | 1         | --           | |
| 2022/23 | Serie B           | II     | 10        | 2e ronde     | |
| 2023/24 | Serie B           | II     | 10        | 1e ronde     | |
| 2024/25 | Serie B           | II     | 11        | 1e ronde     | |
| 2025/26 | Serie B           | II     | .         | 1e ronde     | |

## Bekende (ex-)spelers
- Daniele Adani
- Nicola Amoruso
- Francesco Antonioli
- Marco Ballotta
- Eric Botteghin
- Giuseppe Baresi
- Nicola Caccia
- Enrico Chiesa
- Cristian Daminuţă
- Maurizio Domizzi
- Cristiano Doni
- Asamoah Gyan
- Diomansy Kamara
- Nicola Legrottaglie
- Massimo Marazzina
- John Mensah
- Stefano Okaka
- Olivier Renard
- Luca Toni